# Campeonato Brasileiro Série C 2025
Il Campeonato Brasileiro Série C 2025 sarà la 35ª edizione del Campeonato Brasileiro Série C. c'è stato un cambiamento rispetto alla Prima fase, invece di due gironi da dieci club, ora in un unico girone

## Squadre partecipanti
| Squadra      | Città                 | Stato               |
| ------------ | --------------------- | ------------------- |
| ABC          | Natal                 | Rio Grande do Norte |
| Anápolis     | Anápolis              | Goiás               |
| Botafogo-PB  | João Pessoa           | Paraíba             |
| Brusque      | Brusque               | Santa Catarina      |
| Caxias       | Caxias do Sul         | Rio Grande do Sul   |
| Confiança    | Aracaju               | Sergipe             |
| CSA          | Maceió                | Alagoas             |
| Figueirense  | Florianópolis         | Santa Catarina      |
| Floresta     | Fortaleza             | Ceará               |
| Guarani      | Campinas              | San Paolo           |
| Itabaiana    | Itabaiana             | Sergipe             |
| Ituano       | Itu                   | San Paolo           |
| Londrina     | Londrina              | Paraná              |
| Maringá      | Maringá               | Paraná              |
| Náutico      | Recife                | Pernambuco          |
| Ponte Preta  | Campinas              | San Paolo           |
| Retrô        | Camaragibe            | Pernambuco          |
| São Bernardo | São Bernardo do Campo | San Paolo           |
| Tombense     | Tombos                | Minas Gerais        |
| Ypiranga-RS  | Erechim               | Rio Grande do Sul   |

## Allenatori
| Squadra      | Allenatore                                               |
| ------------ | -------------------------------------------------------- |
| ABC          | - Evaristo Piza - Rodrigo Santana                        |
| Anápolis     | - Ângelo Luiz - Gabardo Júnior                           |
| Botafogo-PB  | - Antônio Carlos Zago - Márcio Fernandes - Evaristo Piza |
| Brusque      | - Filipe Gouveia - Bernardo Franco                       |
| Caxias       | - Luizinho Vieira - Júnior Rocha                         |
| Confiança    | - Waguinho Dias - Luizinho Vieira                        |
| CSA          | - Higo Magalhães - Márcio Fernandes                      |
| Figueirense  | - Thiago Carvalho - Pintado                              |
| Floresta     | - Marcelo Chamusca - Leston Júnior                       |
| Guarani      | - Maurício Souza - Marcelo Fernandes - Matheus Costa     |
| Itabaiana    | - Roberto Cavalo - Gilson Kleina                         |
| Ituano       | - Vinicius Munhoz                                        |
| Londrina     | - Claudinei Oliveira - Roger Silva                       |
| Maringá      | - Jorge Castilho                                         |
| Ponte Preta  | - Alberto Valentim - Marcelo Fernandes                   |
| Náutico      | - Marquinhos Santos - Hélio dos Anjos                    |
| Retrô        | - Milton Mendes - Itamar Schülle                         |
| São Bernardo | - Ricardo Catalá                                         |
| Tombense     | - Raul Cabral - Marcelo Chamusca                         |
| Ypiranga-RS  | - Matheus Costa - Raul Cabral                            |

## Prima fase
|  | Pos. | Squadra      | Pt | G | V | N | P | GF | GS | DR |
|  | ---- | ------------ | -- | - | - | - | - | -- | -- | -- |
|  | 1    | ABC          |    |   |   |   |   |    |    |    |
|  | 2    | Anápolis     |    |   |   |   |   |    |    |    |
|  | 3    | Botafogo-PB  |    |   |   |   |   |    |    |    |
|  | 4    | Brusque      |    |   |   |   |   |    |    |    |
|  | 5    | Caxias       |    |   |   |   |   |    |    |    |
|  | 6    | Confiança    |    |   |   |   |   |    |    |    |
|  | 7    | CSA          |    |   |   |   |   |    |    |    |
|  | 8    | Figueirense  |    |   |   |   |   |    |    |    |
|  | 9    | Floresta     |    |   |   |   |   |    |    |    |
|  | 10   | Guarani      |    |   |   |   |   |    |    |    |
|  | 11   | Itabaiana    |    |   |   |   |   |    |    |    |
|  | 12   | Ituano       |    |   |   |   |   |    |    |    |
|  | 13   | Londrina     |    |   |   |   |   |    |    |    |
|  | 14   | Maringá      |    |   |   |   |   |    |    |    |
|  | 15   | Náutico      |    |   |   |   |   |    |    |    |
|  | 16   | Ponte Preta  |    |   |   |   |   |    |    |    |
|  | 17   | Retrô        |    |   |   |   |   |    |    |    |
|  | 18   | São Bernardo |    |   |   |   |   |    |    |    |
|  | 19   | Tombense     |    |   |   |   |   |    |    |    |
|  | 20   | Ypiranga-RS  |    |   |   |   |   |    |    |    |

Legenda:
     Ammesse alla Seconda fase
     Retrocesse in Série D 2026
Note:
Tre punti a vittoria, uno a pareggio, zero a sconfitta.